# Kasteel Dommelrode
Kasteel Dommelrode of De Bocht is een kasteeltje dat zich direct ten zuiden van het centrum van Sint-Oedenrode bevindt. Het is momenteel in gebruik als vergaderlocatie van de gemeente Meierijstad.

## Naam
Oorspronkelijk heette het slot De Bocht, aangezien het in een bocht van de Dommel was gelegen. Deze naam was nog tot rond 1800 in gebruik. In 1804 heet het Dommelrode. Van 1819 tot 1954 droeg het de naam Mariëndaal.

## Gebouw
De Bocht was in oorsprong een omgracht en versterkt huis uit de zestiende eeuw. Het huidige kasteel ontstond grotendeels tijdens een verbouwing 1603. Het kenmerkt zich door muurwerk met speklagen en hoekblokken van mergelsteen. In het gebouw zijn oude kelders met tongewelf te vinden. In 1678 stond het kasteel  bekend als het omwatert huys genaempt de Bocht. In 1716 wordt De Bocht beschreven als een een schoon ende wel gelegen omwater casteel met de helft van de neerhuijsinge ende den halve hof. In 1804 wordt Dommelrode omschreven als een kasteel of huijs met het geene daar aan behoord, hof, neerhuijsinge, stallingen, dreeven, houtwassen, aangelegen teul en groeslanden, genaamt Dommelrode, gelegen onder den heertgang de oude vrijheid ter plaatse de Bogt. Onder het beheer van de Veghelse familie De Kuijper werd het kasteel verbouwd tot klooster. In 1856 werd een kapel gebouwd en in 1903 volgde een rectorshuis. In 1954 werd het kasteel aangekocht door de gemeente Sint-Oedenrode die er het gemeentehuis vestigde. De kloosterbijgebouwen werden toen afgebroken. Het kasteel werd gerestaureerd in 1961-1963.

## Bewoners
De oudste bewoners van De Bocht zijn niet bekend. In 1600 kocht jonkheer Marcus van Gerwen, schout van het Kwartier van Peelland, het gebouw van Gerard Thijssen. Marcus overleed in 1645.
Vermoedelijk woonde zijn protestantse opvolger Cornelis Prouninck van Deventer ook op De Bocht. Hij werd in 1644 kwartierschout en stond bekend als fel anti-katholiek. Prouninck van Deventer werd opgevolgd door Filips van der Vorst van Loenbeke. 
In 1678 werd het omwatert huys genaempt de Bocht bewoond door de weduwe van een zekere Aert Jan Aerts. Het was voorzien van neerhoff, boomgaert, brouwhuys, stallingen .. item een hoeve ofte neerhuysinge, schuyr, hoff... In dit jaar werd het kasteel gekocht door Johan van der Kerckhoff en Lowies Walthery. Toen Lowies in 1696 overleed werd het kasteel geveild. Het werd gekocht door majoor Menno van Coehoorn van Houwerda, die getrouwd was met Johanna Minten. Na zijn dood bleef Johanna met haar kinderen op het kasteel wonen, maar in 1749 werd het door hen verkocht aan Johan en Anthony van Hanswijck uit 's-Hertogenbosch.
Het werd toen beschreven als een hegt, sterck en merendeels van nieuwe opgetimmerde huysinge voorsien met verscheyde magnifique vertrecken, rondsom in een vijver met syn op en dependanten. Het kasteel werd bewoond door Adrianus Cornelis Joseph baron van Wevelinkhoven, die overleed in 1761. In 1762 werd het casteel, genaemt de Bogt met koethuys, paardestal, koeystallinge en grootte hoff opnieuw verkocht aan Willem Vincent Baugeman. In 1765 werd het eigendom van Maurits Lodewijk IV van Nassau-Lalecq, een der bastaarden van de Oranjes die kolonel was en later generaal-majoor in Staatse dienst. Deze was het die de naam Dommelrode invoerde.
In 1775 werd het kasteel verkocht aan Wigbold Crommelin, die oud-gouverneur was van Suriname, en in 1781 kwam het aan baron Frederik Hendrik van Tiesenhausen, die getrouwd was met Jayke Eva van Kuffeler. In 1804 kwam het kasteel aan meester Gerard de Jong, secretaris van Sint-Oedenrode.

## Klooster Mariëndaal
Jonkheer Josephus Franciscus de Kuijper, notaris en burgemeester te Veghel kocht Dommelrode van de familie De Jong. Waarschijnlijk al rond 1819. De Kuijper was lid van Provinciale Staten voor het district Sint-Oedenrode. Volgens de kadasterkaart was hij in 1832 eigenaar van Dommelrode. Het bestond toen uit het kasteel Dommelrode met alles daarom heen gelegen met 12 percelen land. Jonkheer de Kuijper verhuurde Dommelrode aan de Augustinessen, die tot dan toe op Kasteel Henkenshage woonden. Zij vestigden in Dommelrode het klooster Mariëndaal. Onder het beheer van de familie De Kuijper werd Mariëndaal uitgebouwd tot volwaardig klooster. In 1856 werd een kapel gebouwd en in 1857 werden delen van het kasteel hersteld. In 1880 verkocht jonkheer Eduard Joseph Corneille Marie de Kuijper het klooster aan het Rooms-Katholieke kerkbestuur van Sint-Oedenrode. In 1954 verlieten de Augustinessen het klooster, nadat het door de gemeente Sint-Oedenrode was aangekocht.

## Gemeentehuis
Van 1960-1963 vonden verbouwings- en restauratiewerkzaamheden plaats, waarbij het grootste deel van de gebouwen die door de zusters werden neergezet nu gesloopt werd. Het meisjespensionaat werd geheel verbouwd en ging dienstdoen als gemeentesecetarie. Daartoe zijn ook nog aanbouwen aan de achterzijde verrezen.
Tijdens de restauratie werden een aantal bijzondere overblijfselen gevonden. Zo ontdekte men zware muurfunderingen en een bastion. Ook bemerkte men dat de hoofdingang in 1603 enkele meters naar voren is geplaatst, zodat de zware buitenmuur tot binnenmuur werd. In de hal werd een waterput gevonden.
Het gebouw is voor een deel ingericht als museum. Hier zijn archeologische vondsten tentoongesteld, zoals pijlpunten uit omstreeks 2000 v.Chr., urnen urnen en Romeinse voorwerpen.

## Galerij

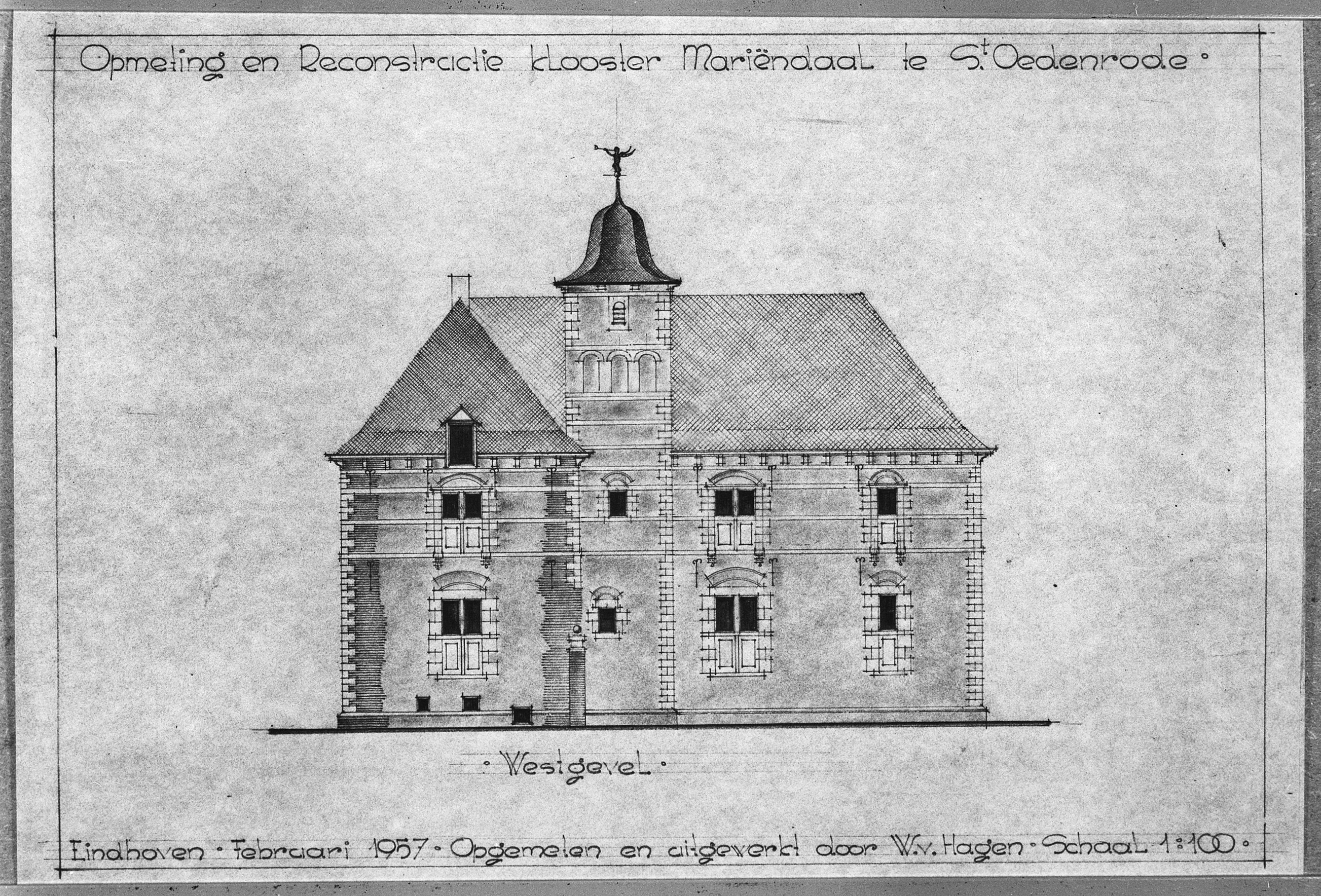
Tekening klooster
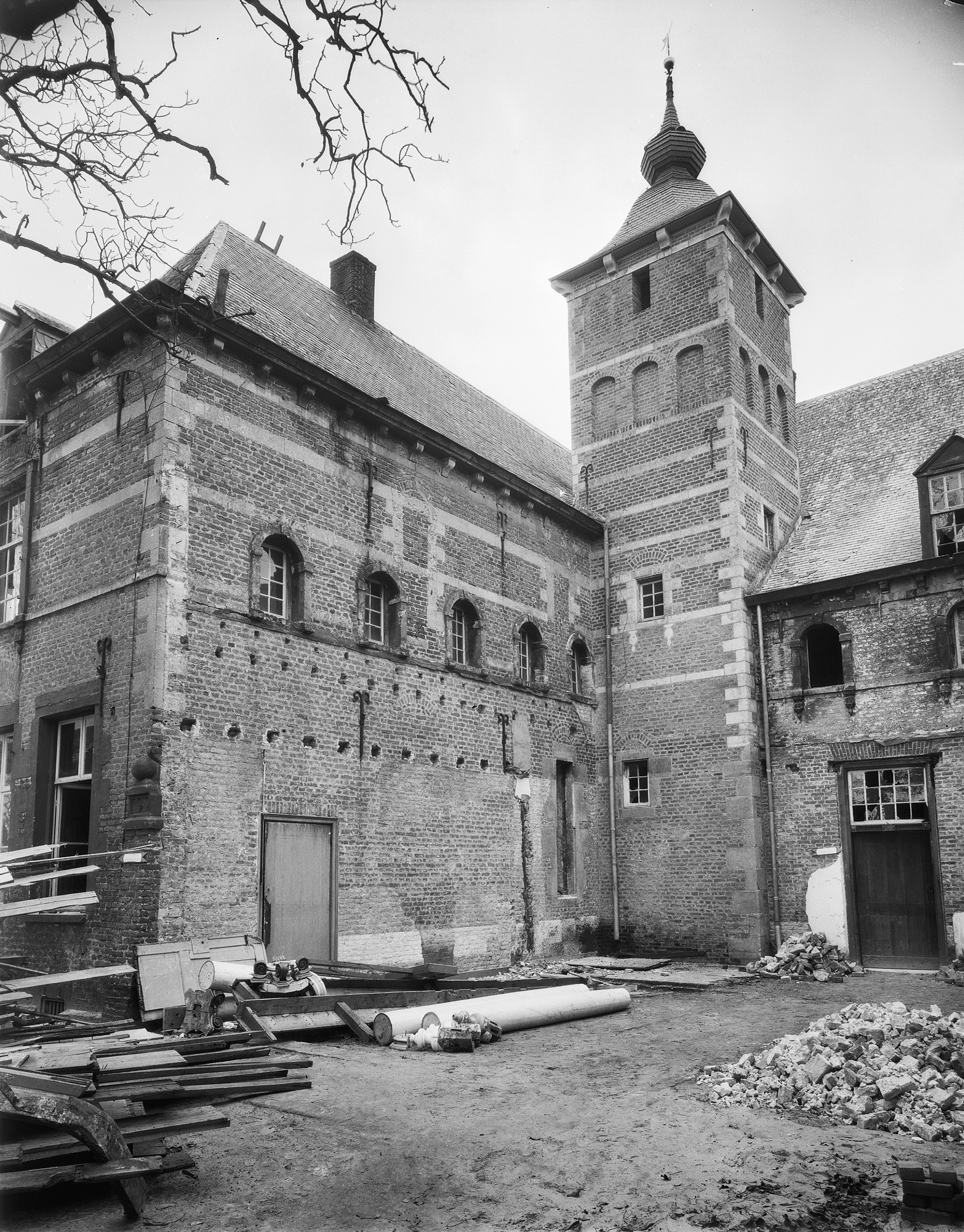
Binnenplaats met gerestaureerde toren
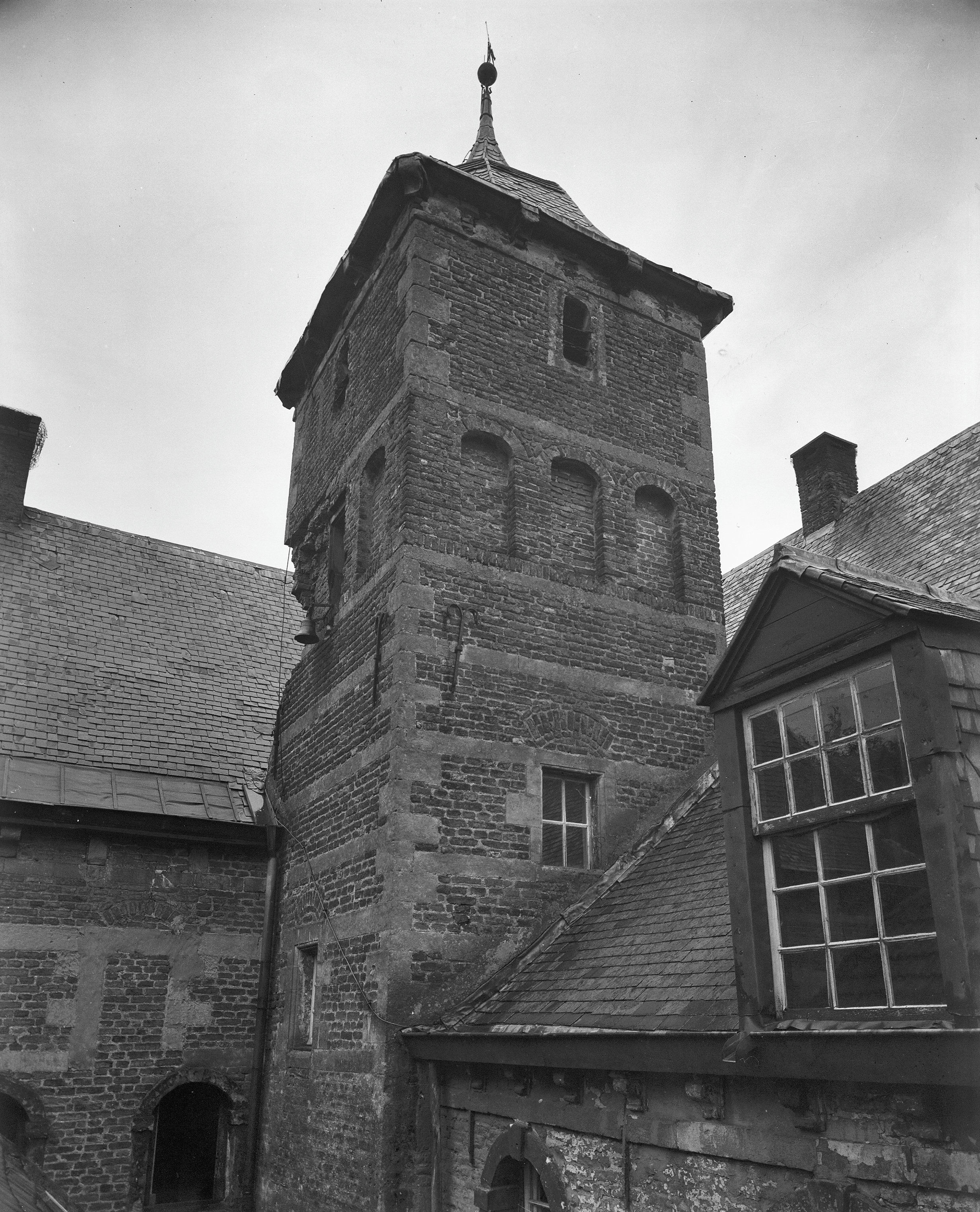
Torentje
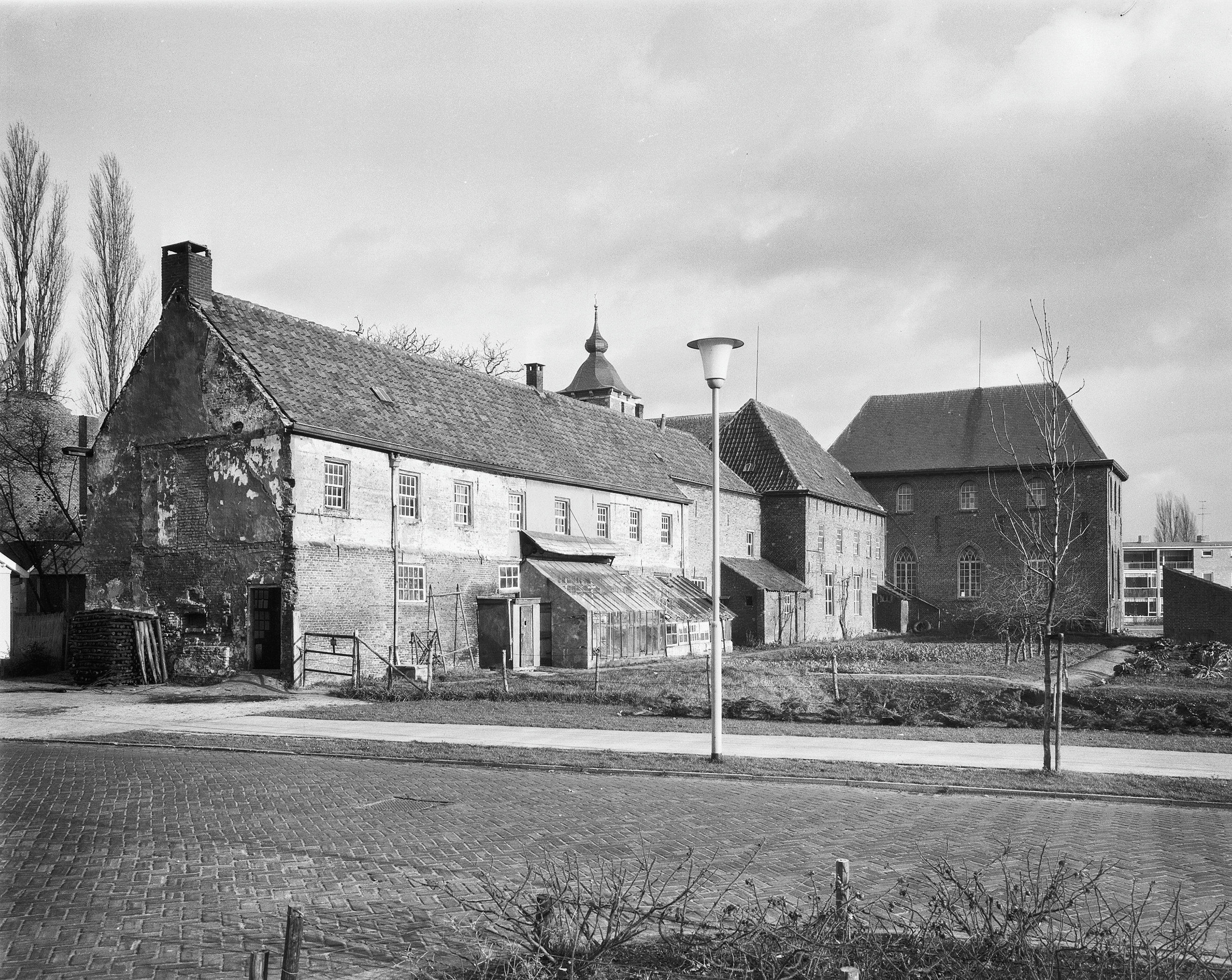
Overzicht complex

## Externe bron
- Anton van Oirschot, 1981, Middeleeuwse kastelen van Noord-Brabant. Rijswijk: Uitgeverij Elmar. ISBN 906120285X

Aldendriel · Asten · Barendonk · De Blauwe Kamer · Blokhuis te Leensel · Blokhuis te Liessel · Blokhuis op Ter Vloet · Bokhoven · Bouvigne · Bronkhorst · Boxmeer · Breda · Kasteel Croy · Cranendonck · De Donk (Someren) · Dommelrode · Dussen · Eckart · Eikenlust · Emmaus · Eymerick · Frisselstein · Gageldonk · Geldrop · Gemert · Groot Kasteel · Klein Kasteel · Groenendaal · De Hattert · Heeswijk · Heeze · Helmond · Henkenshage · Hooghuis op de Schouw · De Laar · Loon op Zand · Markiezenhof · Het Makken · Maurick · Meeuwen · Mierlo · Muggenheuvel · Nemerlaer · Nieuw-Herlaar · Nieuwenroy · Oijen · Onsenoort · Het Oortje · Oud Beijsterveld · Oud-Herlaar · 't Oude Huys · Rijswijk · Seldensate · Slotjes van Oosterhout · Soeterbeek · Stakenborch · Stapelen · Strijdhoef · Strijen · Tilburg · Paleis-Raadhuis · Tongelaar · Walstein · Wamberg · Het Witte Kasteel · Wouw · Zuidewijn · Zwijnsbergen